# Ле-Дируй
Ле-Дируй (фр. Les Dirouilles) — небольшие острова в проливе Ла-Манш, также известные как Скалы (Les Pièrres), в составе Нормандских островов к северо-востоку от острова Джерси, коронного владения Великобритании Джерси.
Географические координаты островов Ле-Дируй — 49°20′ с. ш. 02°05′ з. д..